# Tarado de cumpleaños
Tarado de Cumpleaños es una canción del grupo de pop rock y new wave argentino G.I.T.. Es la quinta canción de su tercer álbum de estudio, GIT Volumen 3, grabado y editado en 1986 bajo el sello BMG/Ariola.
El nombre de la canción es un poco intrigante para muchos hispanohablantes. Al parecer en Argentina la frase "Tarado de cumpleaños" es una forma coloquial de decir "ingenuo", esto porque el protagonista de la historia cede a la idea de volver a involucrarse con una mujer que lo traicionó antes, sin embargo, ahora tiene conciencia de que ella es una mala mujer y por tal razón no quiere involucrar de nuevo su corazón con ella.

Estrofa 1:
Ya no me lastimas,
solo te asesinas 
con tu vanidad. 
Explicación:
Después de 1 año ya no lastima una ruptura, aunque la otra persona puede pensar que aun duele.

Estrofa 2:
Sexo en la cocina,
vendes fantasías
pero viene igual.
Explicación:
Te ofrece sexo para intentar recuperar una relación
y aunque solo "vende" una fantasía.
pues venga que importa hay que aprovechar el "regalo"

Estrofa 3:
Y hoy me ganas otra vez
Si ya no hay nada que perder 
Explicación:
Ella podría sentir que ya lo ganó de nuevo,
pero en realidad ya no hay amor, así que no hay nada 
que perder.

Estrofa 4:
Busca la serpiente
algo diferente,
el árbol le da igual.
Explicación:
La chica es muy superficial (serpiente se suele asociar a algo sin escrúpulos, sin moral), le gusta parrandear y buscar nuevas sensaciones, el hombre que se cruce y se las pueda dar le da lo mismo.

Estrofa 5:
Nada hay dentro afuera
Solo alguien que espera 
Verse en los demás 
Explicación:
Ya no hay amor
solo alguien que quiere encontrar
gente que ha pasado por la misma experiencia

Estrofa 6:
Y blancas huellas de tus pies
Que el viento borra cada vez
Una y otra vez
Es que no lo ves,  
noooo...
Si no quieres 
Explicación:
Y los recuerdos 
el tiempo los borra 
cada vez más y no lo ve

Estrofa 7:
Otro amor prohibido
Un gesto escondido 
En mi corazón 
Explicación:
otra traición que da
esa sensación de vacío en el corazón
al enterarse de una traición.
Y tener que callarlo si no hay certeza.

Estrofa 8:
Dentro del abrazo 
Lejos del aplauso 
Nace una canción
Explicación:
Y aunque posiblemente aún exista la relación de pareja
la sospecha y desconfianza ya existe. Y da el tema central
de esta canción fuera de los escenarios la trama de esta canción
ya está en los recuerdos y en la mente del autor.

Básicamente esta canción habla de una chica que traicionó
a su novio/pareja, y él lo supo y terminó la relación
tiempo después la chica lo busca y tienen relaciones sexuales
ella piensa que ya "recuperó" a su pareja, aunque él no 
del todo confía en ella.
Y puede ser la fecha exacta o muy cercana a un año
(por eso el nombre de tarado de cumpleaños)
o por haber cometido el mismo error 2 veces
la chica lo traiciona con alguien nuevamente.
por eso lo de "busca la serpiente, algo diferente el árbol
da igual".
Y aun estando como novios/pareja, empezó a componer esta canción.
Si bien esta algo "encriptada" no es sin sentido, y obviamente
nadie quiere quedar mal cantando una canción totalmente
obvia hacia una persona que lo traiciona 2 veces.
Cabe mencionar que, con el movimiento musical de "Rock en tu idioma" de entre los años 1982 a 1989, muchas canciones eran
semicrípticas y a veces solo los "iniciados" podrían descifrar su significado.
como ejemplo tenemos a grupos como Caifanes, Soda Stereo, Radio Futura, etc.
Y dicha encriptación era porque la censura y el control del gobierno eran muy estricta y restrictiva.
Y había muchos temas que no se podían tocar en público y menos ser tocados en medios masivos como radio, televisión y prensa.
Además de la moral de la época y la restricción por en parte por la iglesia hacia temas como el sexo premarital y la traición de la pareja
que amenazaba a la moral y buenas costumbres. Este tema fue un éxito en Argentina, Chile, Perú y México.